# Cavalerul Umbrelor
Cavalerul Umbrelor (1989) (titlu original Knight of Shadows) este un roman fantasy scris de Roger Zelazny. Este al patrulea roman din a doua serie a Cronicilor Amberului și a noua carte per total.
Acțiunea cărții începe exact în locul în care s-a încheiat cea a volumului anterior, Semnul Haosului.

## Intriga
După ce Masca/Julia și Jurt fug din Ținutul celor Patru Lumi, Jasra devine stăpâna acestuia și îl face pe vrăjitorul Sharu Garrul servitorul ei. Fiind urmărit de o formă misterioasă de magie, Merlin este ajutat de Ghostwheel să se transfere într-un loc îndepărtat și izolat.
Aici este vizitat de ceea ce par a fi fantomele lui Dworkin, Oberon și Corwin, într-un loc în care se înfruntă forțele primordiale ale Modelului și Logrusului. Cu ajutorul accesoriului său devenit inteligent, Frakir, Merlin trebuie să străbată zona și să facă o alegere între una dintre cele două descendențe ale sale: Amberul sau Haosul.
Merlin refuză să facă acest lucru, dar, folosindu-se de Giuvaierul Judecății, ajută Modelul să își repare una dintre formele sale deteriorate, primind-o în schimb înapoi pe Coral. Odată revenit în Amber, Merlin este martorul unei confruntări violente între Amber și Logrus, acesta din urmă dorind să recupereze Giuvaierul Judecății. Cu ajutorul lui Ghostwheel, Giuvaierul rămâne în posesia Amberului.
În final, Random îl trimite pe Merlin ca reprezentant neoficial al Amberului la încoronarea lui Luke în fruntea regatului Kashfa. Ajuns acolo, află că prietenul său a ajuns rege în urma unei lovituri de palat pusă la cale de fosta regină detronată, Jasra, care vrea să recapete controlul regatului prin intermediul fiului ei. Tot aici, Merlin îl înfruntă din nou pe Jurt, constatând că acesta devine tot mai puternic.

## Structura seriei
Zelazny încearcă să retușeze elementele seriei care nu se potriveau între ele sau erau insuficient dezvoltate, creând o structură coerentă și solidă.
Astfel, Merlin descrie vocea lui Corwin ca fiind una "care, cândva, îmi spusese o poveste foarte lungă conținând nenumărate versiuni ale unui accident auto și câteva gafe genealogice." "Gafele genealogice" menționate fac referire la nepotrivirile apărute între cărțile primei serii a Cronicilor Amberului (Ciclul Corwin) privind genealogia diferitelor rude ale lui Corwin.
Tot aici, Modelul și Logrusul devin entități personificate, a căror luptă pentru supremație se duce la un nivel mult mai concret decât în celelalte cărți. Unicornul Ordinii și Șarpele Haosului se înfruntă și încearcă să îl atragă pe Merlin de partea lor, ca reprezentări ale Modelului și Logrusului.

## Lista personajelor
- Merlin (Merle) Corey - Duce al Granițelor de Vest și Conte de Kolvir, informatician talentat, fiu al prințului Corwin din Amber și a prințesei Dara din Haos
- Jasra - fostă regină a umbrei Kashfa și cuceritoare a Ținutului celor Patru Lumi
- Mandor - frate vitreg al lui Merlin și Jurt
- Frakir - artefact creat de Merlin, pe care Logrusul îl aduce la nivelul unei inteligențe artificiale
- Lucas (Luke) Raynard - prieten al lui Merlin, care se dovedește a fi Rinaldo, fiu al prințului Brand din Amber și al reginei Jasra, care devine rege în Kashfa
- Modelul - entitate care conduce Amberul, al cărei reprezentant este Unicornul
- Logrusul - entitate care conduce Haosul, al cărei reprezentant este Șarpele
- Ty'iga - demon fără trup care posedă trupurile altora (cum sunt Doamna din Lac, Meg Devlan, George Hansen, Dan Martinez, Vinta Bayle, Nayda) pentru a se putea afla mereu în preajma lui Merlin
- Jurt - frate de mamă cu Merlin, care vrea să îl asasineze pentru a ajunge pe tronul Haosului
- Ghostwheel - inteligență artificială creată de Merlin
- Corwin - tatăl lui Merlin, despre care nu se știe dacă e mort sau doar dispărut
- Dworkin - maestru al Modelului și creator de Atuuri în Amber
- Oberon - fost rege amberit, tată al lui Random și a celorlalți prinți
- Vialle - soția regelui amberit Random
- Orkuz - prim-ministru în Begma
- Nayda - fiica lui Orkuz, posedată de ty-iga după moarte
- Coral - cealaltă fiică a lui Orkuz, al cărei tată adevărat se dovedește a fi fostul rege amberit Oberon
- Sharu Garrul - vrăjitor care a condus Ținutul celor Patru Lumi până la cucerirea acestuia de către Jasra, moment în care a devenit servitor al acesteia
- Masca - vrăjitor malefic, care încearcă să își elimine toți colegii împietrindu-i și care se dovedește a fi fosta iubită a lui Merlin, Julia
- Dalt - mercenar, învins în trecut de amberiți în bătălia Kolvirului
- Flora - prințesă din Amber
- Fiona - prințesă din Amber
- Llewella - prințesă din Amber
- Deirdre - prințesă din Amber
- Random - rege al Amberului
- Martin - fiul regelui Random
- Gerard - prinț din Amber
- Bleys - prinț din Amber
- Benedict - prinț din Amber
- Julian - prinț din Amber
- Bill Roth - avocat, prieten bun cu Merlin
- Dara - prințesă a Haosului, mamă a lui Merlin, Jurt și Despil
- Despil - fiu al Darei
- Borel - cel mai bun spadasin al Curților Haosului, asasinat de Corwin într-una din cărțile primei serii